# Дедка обыкновенный
Дедка обыкновенный (лат. Gomphus vulgatissimus) — вид разнокрылых стрекоз из семейства дедок (Gomphidae).

## Описание
Размах крыльев около 7 см. Длина 45—50 мм, брюшко 33—37 мм, заднее крыло 28—33 мм. Глаза голубовато-зеленого или серо-зеленого цвета, разделены жёлтым лбом. Затылок сзади лишен мелких чёрных зубчиков. Грудь жёлтого цвета, с косыми чёрными полосками. Нижняя сторона груди совершенно чёрная. Брюшко на конце булавовидное, чёрного цвета, по бокам с жёлтыми пятнами, наверху с жёлтой продольной линией от первого до седьмого сегмента, 8—9-й сегменты сверху чёрные, бока колец жёлтого цвета. Ноги полностью чёрные, либо же передние и средние бедра и голени с короткими жёлтыми полосками в основании.

## Ареал и экология
Вид распространён в Европе, Закавказье и Средней Азии. Лёт: начало мая — конец июля. Достаточно широко распространённый вид, в основном обычный, в некоторых местах — редкий. Стрекозы держатся у различных типов проточных, не быстро текущих водоёмов, лишенных густой водной растительности. Предпочитают медленные ручьи и небольшие речки, встречаются также на озёрах с подводным течением. Яйца самки бросают в воду на лету. Личинки активны ночью, живут в песчаном донном субстрате. Цикл развития имеет более 10 стадий и длится 2—4 года.